# NGC 1233
NGC 1233 = NGC 1235 ist eine spiralförmige Radiogalaxie vom Hubble-Typ Sb im Sternbild Perseus am Nordsternhimmel. Sie ist schätzungsweise 201 Millionen Lichtjahre von der Milchstraße entfernt und hat einen Durchmesser von etwa 140.000 Lichtjahren. Vom Sonnensystem aus entfernt sich das Objekt mit einer errechneten Radialgeschwindigkeit von näherungsweise 4.400 Kilometern pro Sekunde.
Gemeinsam mit NGC 1207 und PGC 12070 bildet sie die kleine Galaxiengruppe LGG 83.
Die Supernovae SN 2009lj und SN 2017lf (Typ-Ia) wurden hier beobachtet.
Im selben Himmelsareal befinden sich unter anderem die Galaxien PGC 12078, PGC 2148843, PGC 2150130, PGC 2150308.
Das Objekt wurde am 10. Dezember 1871 vom französischen Astronomen Édouard Stephan (als NGC 1233 gelistet), am 21. Oktober 1886 vom US-amerikanischen Astronomen Lewis A. Swift (als NGC 1235 aufgeführt) entdeckt.